# Александрина Иванова
Александрина Иванова е българска революционерка, деятелка на Върховния македоно-одрински комитет. Родена е в град Неврокоп, тогава в Османската империя. В Балканските войни получава орден „За храброст“. Установява се и живее във Видин. Участва в българската тайна полиция и поддържа контакт с лица от Кралство Югославия.